# Thrust (альбом)
Thrust — студійний альбом американського музиканта Гербі Генкока, що вийшов у вересні 1974 року на Columbia Records. Альбом досяг 2-го місця в хіт-параді Billboard Top Soul Albums і 13-го місця в хіт-параді Billboard 200.

## Список композицій
Усі композиції Гербі Генкока, за винятком зазначених.
| #  | Назва          | Автор                             | Тривалість |
| -- | -------------- | --------------------------------- | ---------- |
| 1. | «Palm Grease»  |                                   | 10:38      |
| 2. | «Actual Proof» |                                   | 9:42       |
| 3. | «Butterfly»    | Hancock, Bennie Maupin            | 11:17      |
| 4. | «Spank-a-Lee»  | Hancock, Mike Clark, Paul Jackson | 7:12       |

Варіація на композицію «Palm Grease» була використана у фільмі про «Жага смерті» (1974).
Композиція «Actual Proof» була спочатку написана для фільму 1973 року «The Spook Who Sat by the Door», і Генкок використав її як демонстрацію свого стилю гри на фортепіано «Fender Rhodes».
Композиція «Butterfly» згодом увійшла до концертного альбому Flood та двох інших студійних альбомів: Direct Step та Dis Is da Drum.